# Hoofdwerkplaats Biasca
De hoofdwerkplaats Biasca was een werkplaats in de Zwitserse gemeente Biasca. Het was oorspronkelijk een werkplaats van de private spoorwegmaatschappij Gotthardbahn, die in 1909 overgenomen werd door de Zwitserse federale spoorwegen. In de jaren zeventig van de vorige eeuw werden in deze werkplaats de voorbereidingen getroffen aan goederenwagens voor inbouw van de automatische UIC-koppeling. De automatische UIC-koppelingen zelf zijn echter nooit geplaatst.
De activiteiten zijn in de jaren tachtig en negentig overgenomen door de hoofdwerkplaats Bellinzona.